# 横滨正金银行大楼 (上海)
上海横滨正金银行大楼位于中国上海外滩24号，曾作为横滨正金银行的分行大楼使用。其南邻中国银行大楼，北邻扬子大楼。大楼高6层，原是老沙逊洋行的所在地，后在1923年由横滨正金银行出资拆除重建，委托英商公和洋行设计，德罗·考尔洋行承建，1924年8月建成。
1994年，横滨正金银行大楼入选第二批上海市优秀历史建筑。现在，大楼为中国工商银行上海分行营业部所用。

## 历史
横滨正金银行创立于1880年，由日本政府出资三分之一，也是最早进入上海的日资银行。1893年，横滨正金银行开设上海分行，起初在南京路租房营业。甲午战争后，银行的业务突飞猛进，并成为了上海的主要金融机构。渐渐地，上海分行也成为了横滨正金银行重要的贸易金融枢纽。1923年，横滨正金银行买下了位于外滩24号的一栋房屋。这里原是老沙逊洋行的行址，是一幢西方古典式的建筑。由于老沙逊洋行业务衰退，外滩24号作为大幅被甩卖资产的一部分卖给了横滨正金。同年，银行拆除原有房屋，请英商公和洋行设计，德罗·考尔洋行承建，1924年8月一栋6层的新楼建成。
抗日战争爆发后，横滨正金银行成为了日本在中国的金融控制机构。1941年，日军进入上海，横滨正金强行接管了各家中外银行，控制了汪伪政府的中央储备银行，并接替了汇丰银行，取得了关税存储保管权。抗战结束后，该楼被中国政府收回，改作中央银行行址，大楼也易名为中央大楼。1949年后，又成为中国人民银行华东区行办公楼。1956年，上海市纺织管理局迁入大楼办公直到1990年代迁走。现大楼为中国工商银行上海分行营业部。

## 建筑特色
横滨正金银行大楼占地2500平方米，建筑面积18932平方米，髙6层。建筑为钢筋混凝土结构，采用新古典主义风格。主立面轴对称，为三段式。墙面用花岗石堆砌而成。上段砌有腰线，六层顶部有希腊式檐口。从两楼开始有两根贯穿三层的爱奥尼式柱，立柱两旁设有阳台、窗框。底层墙面上方装饰有日本武士及菩萨的雕饰。五层顶部有石板分隔，原在此处写着横滨正金银行的名称，现已不存。正门为紫铜转门。进入大门后，底层为银行营业大厅，楼上则是办公楼。

## 图集

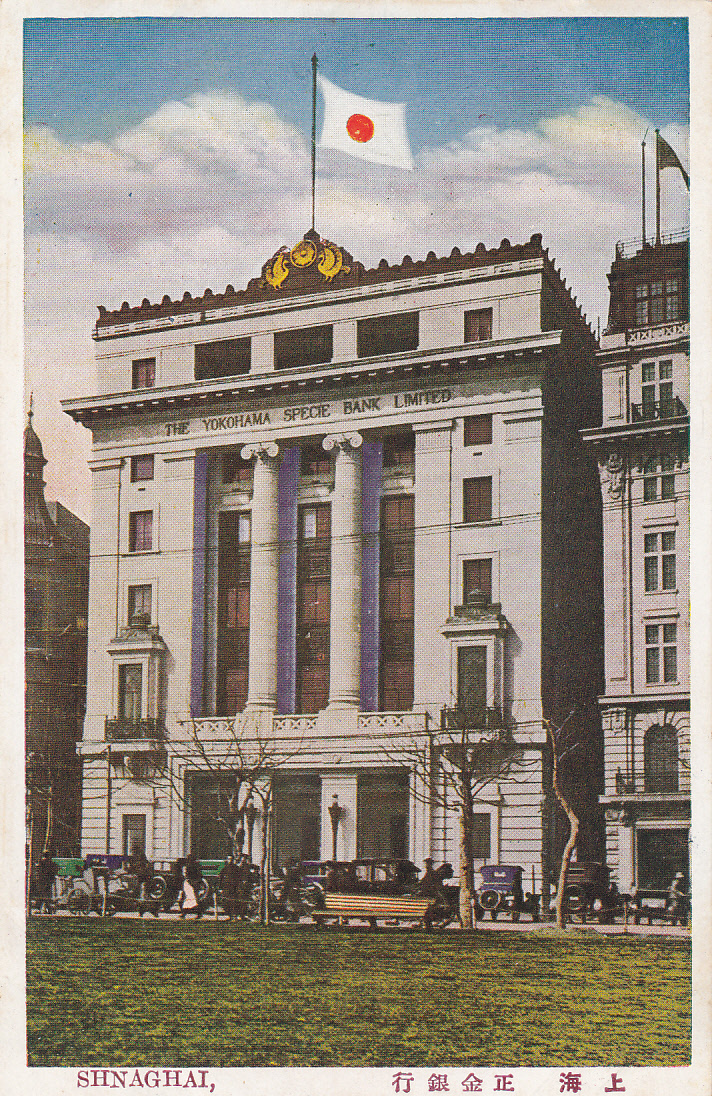
1945年前的横滨正金银行分行
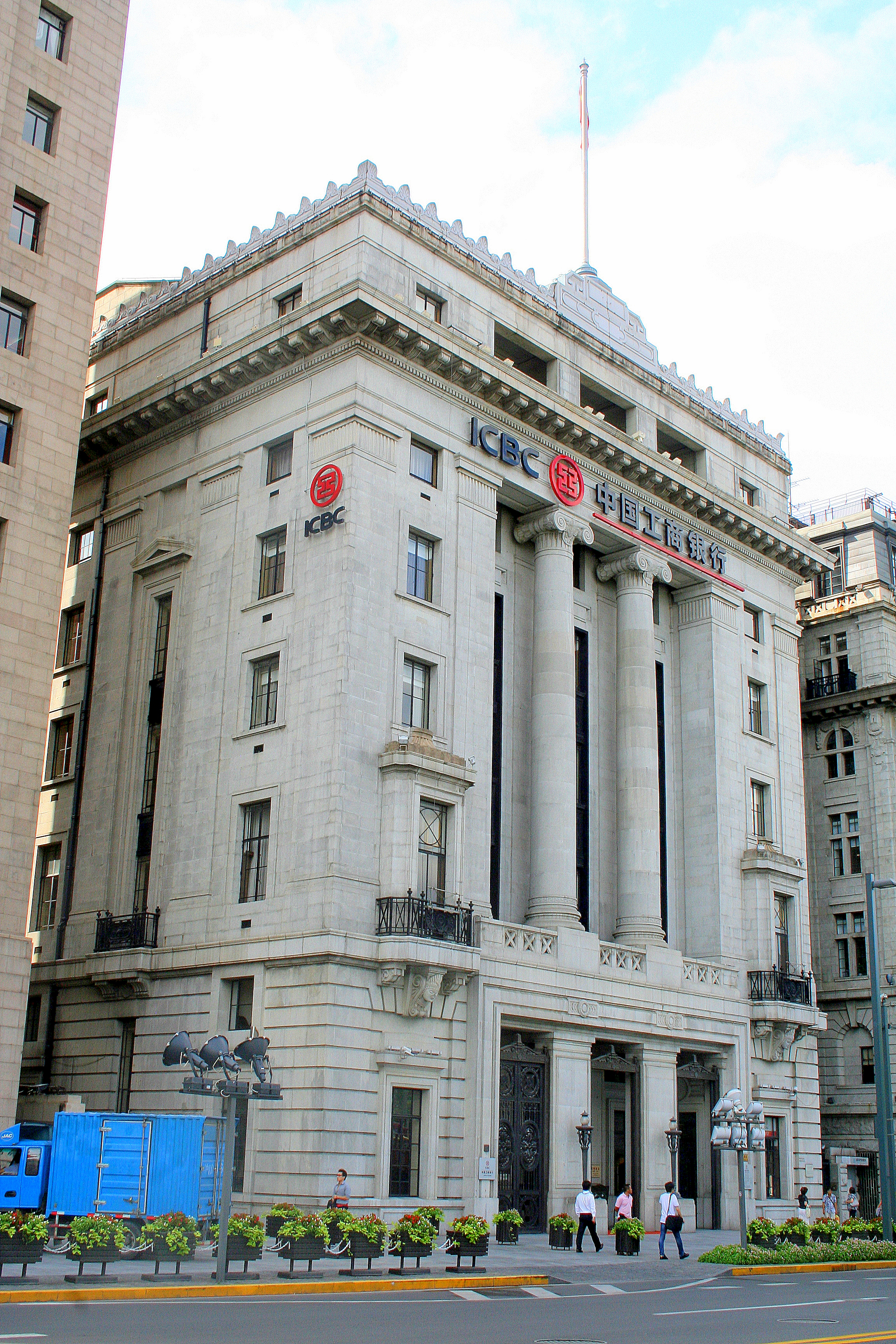
横滨正金银行大楼侧景
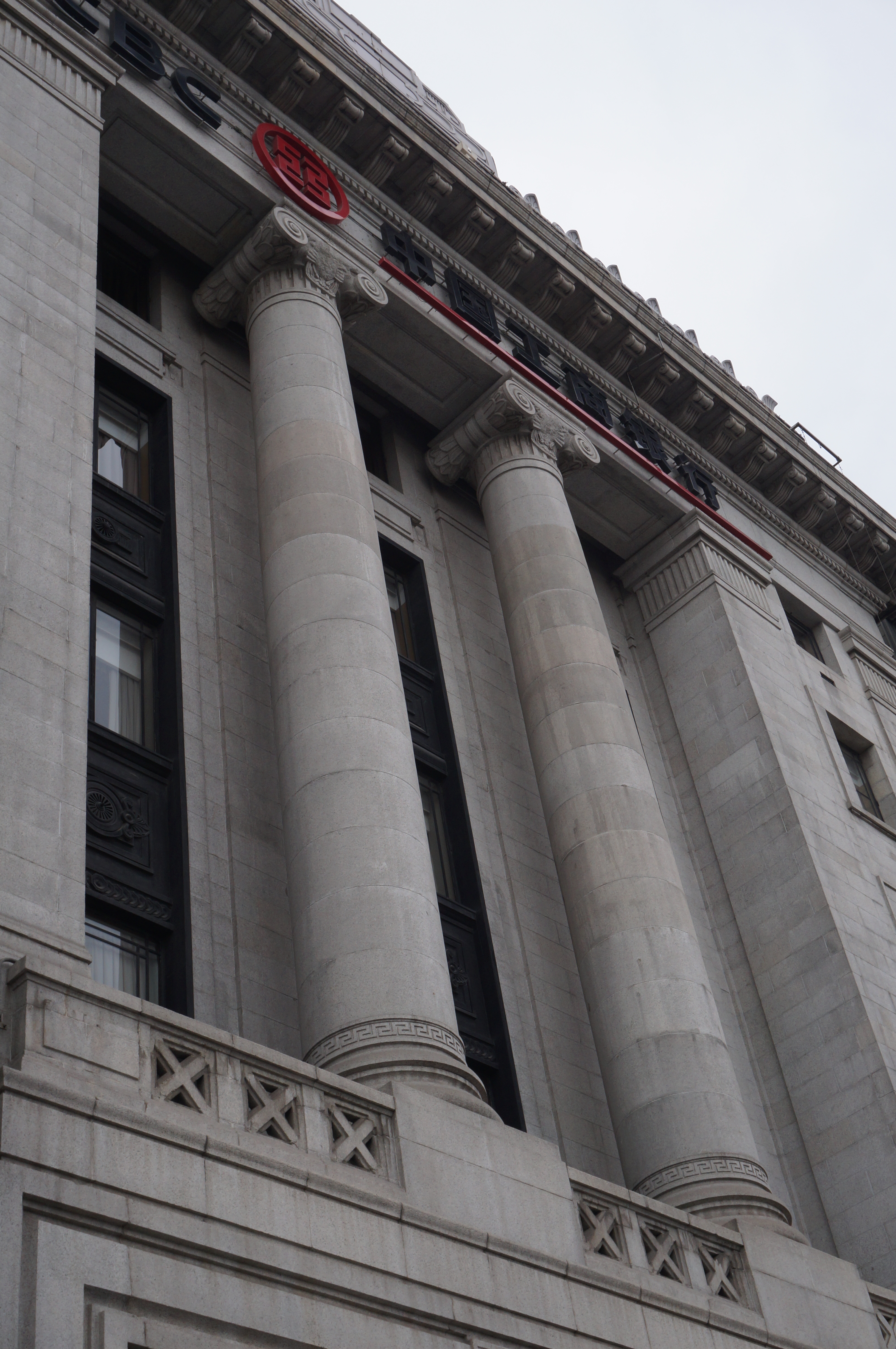
大楼立面上的爱奥尼柱
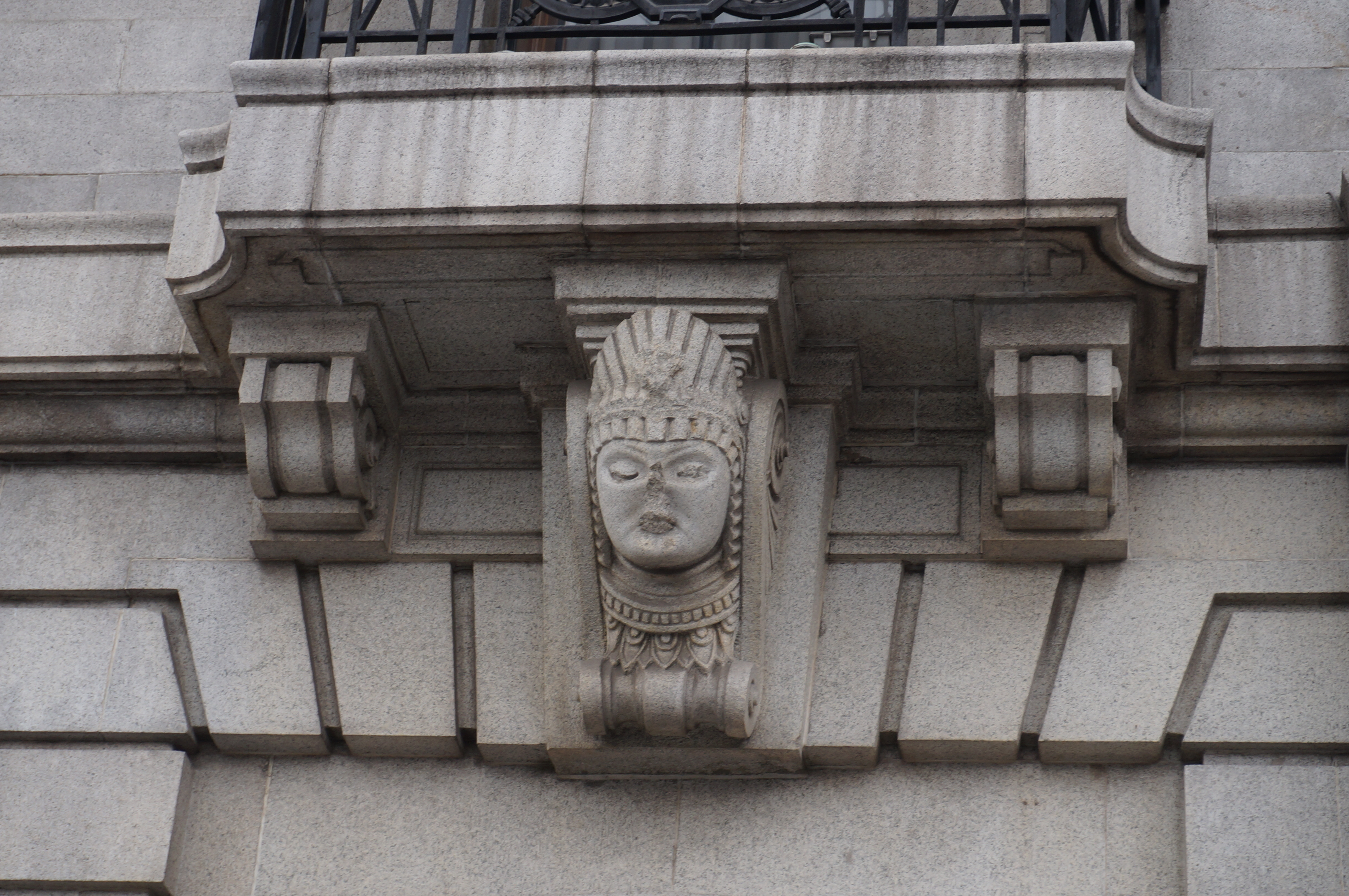
大楼上的头像雕饰